# سهلات الماء
سهلات الماء هي إحدى القرى اللبنانية من قرى قضاء الهرمل في محافظة بعلبك الهرمل.